# Benjamin Roxburgh-Smith
Benjamin Roxburgh-Smith (1884-1952) était un as de l'aviation britannique de la Première Guerre mondiale crédité de 22 victoires aériennes. Après la guerre, il a été le pionnier de l'aviation en Afrique australe. Il a également participé à la Seconde Guerre mondiale.

## Biographie

### Jeunesse et engagement dans l'armée
Roxburgh-Smith naît à Lee, dans la banlieue de Londres, le 10 avril 1884. Au moment où la Première Guerre mondiale éclate, il travaille comme guichetier de banque à Bromley, alors encore dans le Surrey,. Bien qu'il soit alors marié et père de deux enfants, et assez âgé pour être surnommé « papa » par ses camarades, il s'engage dans le Inns of Court Regiment (en), qui fonctionnait alors comme une unité de formation d'officiers,. Roxburgh-Smith est nommé sous-lieutenant à titre provisoire dans le Royal Flying Corps le 12 août 1916. Après avoir suivi une formation de pilote, il est affecté au No. 60 Squadron RAF (en) et envoyé au front. En 1917, il est cependant blessé dans le crash d'un Nieuport 17. À son retour au service, il est nommé instructeur de vol.

### Carrière d'as
Roxburgh-Smith retourne finalement au combat au début de l'année 1918 et pilote des SE.5 avec le No. 74 Squadron. Il est promu lieutenant le 12 février 1918, et vole au sein de l'escadrille A, sous les ordres de Mick Mannock,.
Il détruit son premier ennemi, un Albatros D.V, le 12 avril 1918, conjointement avec Mannock et trois autres pilotes. Le 26 mai, il devient un as en détruisant son cinquième avion de chasse ennemi. Après avoir remporté sa huitième victoire le 19 juillet, Roxburgh-Smith est abattu, mais s'en sort avec quelques blessures mineures seulement. Il reprend rapidement du service, et après avoir été nommé flight commander avec le grade provisoire de capitaine le 4 août 1918, il abat quatre avions ennemis en août et en septembre, et cinq en octobre : deux le 5 octobre, et trois le 14 octobre, portant son score à 22.
Son score à la fin de la guerre est de 14 chasseurs adverses détruits (deux partagés avec d'autres pilotes), quatre chasseurs mis hors de contrôle, trois avions de reconnaissance biplaces détruits (un partagé), et un avion de reconnaissance mis hors de contrôle. Cela fait de Roxburgh-Smith le troisième as le plus prolifique sur les dix-sept que comptait le No. 74 Squadron, après Mick Mannock et James Ira Thomas Jones.

### Un pionnier de l'aviation civile en Afrique
Roxburgh-Smith émigre en Rhodésie du Sud. (aujourd'hui le Zimbabwe) en 1920. Il y est agriculteur pendant plusieurs années près de la capitale, Bulawayo. Pendant ce temps, l'aviation civile peine à s'établir dans le pays. En septembre 1926, il vend la ferme et retourne en Angleterre. Une fois sur place, il perfectionne ses compétences de pilote et obtient une licence de pilote privé, après avoir adhéré au London Aeroplane Club.
A son retour en Rhodésie en juin 1927, il accepte un poste de pilote pour une campagne de photographie aérienne pour la Aircraft Operating Company (en). Roxburgh-Smith occupe cet emploi jusqu'en février 1928.
Une fois de plus, il repart en Angleterre, pour revenir en Rhodésie en février 1929. Cette fois, il a le soutien de Cobham-Blackburn Airlines, qui se consacre à la mise en place de liaisons aériennes civiles tout le long de l'Afrique, du Caire jusqu'au Cap. Grâce à ce soutien, il peut réunir suffisamment de fonds pour lancer le Rhodesian Aviation Syndicate, qui est finalement été absorbé par Imperial Airways.
Roxburgh-Smith démissionne de la nouvelle compagnie en mai 1931, dans le but de travailler pour Glen Kidston, un riche pilote automobilie britannique qui s'intéressait également à l'aviation. La mort de Kidston dans un accident d'avion le 5 mai de cette même année fait échouer ce plan, et Roxburgh-Smith retourne en Angleterre le 1er juin.
En 1932, Benjamin Roxburgh-Smith est nommé surintendant de l'aérodrome municipal de Salisbury (rebaptisé plus tard Belvedere Airport).

### Seconde Guerre Mondiale et mort
Roxburgh-Smith reprend du service pendant la Seconde Guerre mondiale, après avoir d'abord rejoint la Southern Rhodesian Air Force, il reçoit une affectation pour la durée des hostilités dans la Royal Air Force Volunteer Reserve (en) le 1er mars 1940 comme pilot officer, à l'âge avancé (pour ce poste) de 55 ans. Il est ensuite promu flight lieutenant le 20 septembre 1940. Il est finalement transféré dans la réserve d'officiers de l'armée de l'air de Rhodésie du Sud le 1er octobre 1943.
Roxburgh-Smith décède à Rome en 1952 lors d'un voyage en Europe.